# Uxen
Ô Thẩm hay Uxen (chữ Hán giản thể: 乌审旗, âm Hán Việt: Ô Thẩm kỳ) là một kỳ thuộc địa cấp thị Ordos, Khu tự trị Nội Mông, Cộng hòa Nhân dân Trung Hoa. Kỳ này có diện tích 11.688 km², dân số năm 1999 là 92.831 người,. Chính quyền của kỳ này đóng ở trấn Galut. Mã số bưu chính là 017300. Đây là nơi có ngành chăn nuôi gia súc nổi tiếng. Khoáng sản khu vực này chủ yếu là than đá với sản lượng phát hiện năm 2005 là 8 tỷ tấn.